# Distretto di Stará Ľubovňa
Il distretto di Stará Ľubovňa (okres Stará Ľubovňa) è un distretto della regione di Prešov, nella Slovacchia orientale.
Fino al 1918, il distretto era quasi interamente parte della contea ungherese di Spiš, eccezion fatta per una piccola area nella parte orientale, che formava parte della contea di Šariš.

## Geografia antropica
Il distretto è composto da 2 città e 42 comuni:

### Città
- Podolínec
- Stará Ľubovňa

### Comuni
- Chmeľnica
- Čirč
- Ďurková
- Forbasy
- Hajtovka
- Haligovce
- Hniezdne
- Hraničné
- Hromoš
- Jakubany
- Jarabina
- Kamienka
- Kolačkov
- Kremná

- Kyjov
- Lacková
- Legnava
- Lesnica
- Litmanová
- Lomnička
- Ľubotín
- Malý Lipník
- Matysová
- Mníšek nad Popradom
- Nižné Ružbachy
- Nová Ľubovňa
- Obručné
- Orlov

- Plaveč
- Plavnica
- Pusté Pole
- Ruská Voľa nad Popradom
- Starina
- Stráňany
- Sulín
- Šambron
- Šarišské Jastrabie
- Údol
- Veľká Lesná
- Veľký Lipník
- Vislanka
- Vyšné Ružbachy